# Jean François Leval
Jean François Leval (Paris, 17 de abril de 1761 – Paris, 7 de agosto de 1834) foi um militar francês que lutou nas Guerras revolucionárias francesas e nas Guerras Napoleónicas. Atingiu o posto de general-de-divisão em 1799. O seu nome consta do Arco do Triunfo.
Com a queda do Primeiro Império Francês e da Restauração francesa em 1814, Leval é nomeado Inspector-geral de Infantaria das 21.ª e 22.ª Divisões Militares. Quando Napoleão regressa, durante o período dos Cem Dias, Leval é escolhido para governador de Dunquerque